# Samuel Horsley
Pour les articles homonymes, voir Horsley.
Samuel Horsley, né à Londres le 15 septembre 1733 et mort le 4 octobre 1806 à Brighton est un évêque et scientifique anglais.

## Biographie
Son père, le révérend John Horsley, était lecteur à la paroisse Saint-Martin. Sa mère, Anne Hamilton, qui mourut en 1735, était issue d'un milieu libéral. Son père se remaria avec Mary Leslie of Kincraigi et prit en charge l'éducation de son dernier fils, qui vécut alors à Thorley Hall avec ses demi-frères et sœurs.
Après des études à Trinity Hall, Cambridge, dont il sortit en 1758, sans avoir obtenu son diplôme es arts, il fut fait diacre, le 16 juillet, puis ordonné prêtre, deux mois après. Horsley succéda à son père dans le comté de Surrey, le 18 janvier 1759.
Élu membre de la Royal Society le 9 avril 1767 puis secrétaire en 1773, il s'en retira en 1784 à la suite d'un différend avec son président Sir Joseph Banks.
En 1768, il fut choisi comme précepteur de l'héritier du troisième comte de Aylesford, dont il reçut l'évêché de Londres et rejoignit donc Christ Church. À cette époque, il fit publier une traduction d'Apollonius. Il devint par la suite chapelain du savant Robert Lowth, évêque de Londres. En 1781, il fut nommé archidiacre de St Albans.
Une célèbre controverse l'opposa à Joseph Priestley. Elle se produisit à la publication de L'Histoire des corruptions du christianisme, où l'unitariste Prestley attaquait le dogme de la révélation. Leur lutte dura plusieurs années. Horsley en fut récompensé par le lord chancelier Edward Thurlow ; il en retira une prébende à Gloucester. En 1788, il occupa l'épiscopat de St David. En 1793, ses écrits contre Priestley furent réimprimés ; il devint évêque de Rochester et doyen de Westminster. Au parlement, ses discours contre l'esclavage, qu'il estimait infâme et destructeur pour la nation, et ses interventions sur le bill contre l'adultère, ont marqué les esprits de l'époque. Horsley haïssait la Révolution française, qu'il assimilait à l'Antéchrist. Il prit en charge Saint-Asaph en 1802. Il est dit que sa mort fut provoquée par le chagrin de la perte que lui inspira le décès du chancelier Thurlow .
On lui doit une édition (très critiquée) des œuvres de Newton, publiée en 1779 et on lui attribue une Apologie pour la liturgie et le clergé de l'église anglicane.

## Œuvres
De son vivant, il a publié
- Apollonii Pergaei duo libri inclinationum (1770) où il rend hommage à Marin Ghetaldi.

- Remarques sur les Observations ... pour la détermination de l'accélération du pendule en Latin(1774)

- Isaaci Newtoni Opera Omnia quae existantes, avec un commentaire (5 volumes in-quarto, de 1779 à 1785)

- Traités de controverse, contre le docteur Priestley, imprimés avec des additions en 1793 ; un volume in octavo.

- On the Prosodies of the Greek and Latin Languages (Sur la prosodie des langues grecque et latine) (1796)

- Disquisitions on Isaiah xviii (Dissertations sur le chapitre xviii d'Isaïe). (1796)

- Hosea, translated ... with Notes (traduction du livre d'Osée avec notes) (1801)

- Elementary Treatises on Mathematics (traités élémentaires de mathématiques) (1801)

- Euclidis elementorum libri XII priores. (1802)

- Liber datorum Euclidis (1803)

- Virgil's Two Seasons of Honey, &c (1805)

- Quelques articles dans les Philosophical Transactions de 1767 à 1776